# 白沙镇 (长沙县)
白沙镇位于湖南省长沙县北部，北与平江县向家镇接壤，东与金井镇接邻，南与高桥、福临二镇交界，西与开慧乡相连，总面积60. 42平方公里，其中水域面积178.2公顷（2672亩）。白沙乡原属长沙县金井区，1995年长沙地区撤区并乡镇改革后直属县政府；2003年村级区划调整以前共有16个行政村，改革后调整为10个行政村、1个社区。白沙乡为长沙县农业乡镇，农业以水稻种植和生猪养殖为主，经济作物为茶叶、楠竹、油茶、红薯和水果种植。